# Dhanaudah
Dhanaudah o Dharnanda (Dharnaoda o Dharnoda) fou un petit estat tributari protegit, feudatari de Gwalior. Estava administrat per la subagència de Guna dins la residència de Gwalior a l'Índia central. Estava format per 32 pobles. Els ingressos anuals eren de 400 lliures i la població el 1881 de 4.196 habitants.
El 1881 estava governat pel thakur Bhim Singh, descendent de Chhatar Sal de Panna. L'estat fou cedit al thakur el 1843 pel raja de Panna incloent la possessió de Raghagarh, acord que fou garantit pel govern britànic. El raja pertanyia a la casta dels rajputs chauhans del clan rhichi.